# Henri Chantavoine
Henri Chantavoine (6 de agosto de 1850 - 25 de agosto de 1918) fue un escritor francés.

## Biografía
Chantavoine nació en Montpellier y estudió en la Escuela Normal Superior de Francia. Tras completar sus estudios se trasladó en 1876 al Lycée Charlemagne de París, y posteriormente ejerció como profesor de retórica en el Lycée Henri IV y como maître de conférences en la École Normale de Sèvres. Estuvo asociado a la Nouvelle Revue desde su fundación en 1879, y se unió al Journal des débats en 1884. 
Entre sus poemas se encuentran Poèmes sincères (1877), Satires contemporaines (1881), Ad memoriam (1884) y Au fil des jours (1889).